# William Paterson (prawnik)
William Paterson, niekiedy William Patterson (ur. 24 grudnia 1745, zm. 9 września 1806) – amerykański prawnik i polityk.
W 1787 roku został delegatem stanu New Jersey na Konwencję w Filadelfii podczas której uzgodniono Konstytucję Stanów Zjednoczonych, której był sygnatariuszem. W latach 1789–1790 reprezentował stan New Jersey w Senacie Stanów Zjednoczonych. W 1790 roku zrezygnował z miejsca w senacie, aby zostać gubernatorem stanu New Jersey. Funkcję tę sprawował w latach 1790–1793.
Prezydent George Washington mianował go 3 marca 1793 roku sędzią Sądu Najwyższego Stanów Zjednoczonych. Tydzień później senat zaakceptował jego kandydaturę. Funkcję tę sprawował aż do śmierci 9 września 1806 roku.